# SCHOOL DAYS
『SCHOOL DAYS』（スクールデイズ）は、私立恵比寿中学の15枚目のシングル（インディーズ、期間限定シングルを含めると通算22枚目）である。2025年3月19日にSME Recordsから発売された。

## 概要
2025年3月19日発売のシングル『SCHOOL DAYS』は2024年1月31日に発売された前作『トーキョーズ・ウェイ!』から約1年2ヶ月弱後のシングルとなる。当初、前作『トーキョーズ・ウェイ!』が15thシングルとして発表され、発売後も同様に扱われていたが、2025年1月4日に『トーキョーズ・ウェイ!』が「期間限定シングル」扱いに変更された関係で本作『SCHOOL DAYS』が15thシングルとなった。
2024年11月25日付で星名美怜が私立恵比寿中学との契約終了後、私立恵比寿中学9人体制での初のシングルとなる。
2025年2月20日深夜に放送された私立恵比寿中学の冠番組であるラジオ番組『えびちゅう☆なんやねん』にて表題曲「SCHOOL DAYS」が初解禁された。
シングル発売に先立って2025年2月24日に表題曲「SCHOOL DAYS」単曲のみの先行配信がされた。同日正午には「SCHOOL DAYS」のミュージックビデオがYouTubeにて公開された。
CDシングルとしては通常盤と初回生産ユニット盤として真山りか・安本彩花のユニット曲が収録された0305盤、小林歌穂・中山莉子のユニット曲が収録された1112盤、桜木心菜・小久保柚乃・風見和香のユニット曲が収録された131415盤、桜井えま・仲村悠菜のユニット曲が収録された1617盤の5形態で発売された。また全盤共通の2曲と各初回生産ユニット盤のユニット曲が収録された『SCHOOL DAYS（Special Edition）』もシングル発売と同日の2025年3月19日に配信が開始された。
2025年3月31日付オリコン週間シングルランキングにて『SCHOOL DAYS』は5位を獲得した。

## 収録曲
（私立恵比寿中学：真山りか・安本彩花・小林歌穂・中山莉子・桜木心菜・小久保柚乃・風見和香・桜井えま・仲村悠菜）

### 通常盤
1. SCHOOL DAYS
作詞・作曲・編曲：杉山勝彦
私立恵比寿中学のメジャーデビューシングル表題曲「仮契約のシンデレラ」の作詞・作曲・編曲を手掛けた杉山勝彦による楽曲となる。杉山勝彦が私立恵比寿中学に関わるのは2021年8月18日[注 2]に発売された「ファミえん」ベスト曲集『FAMIEN'21 L.P.』の収録曲「イヤフォン・ライオット」（作曲）以来となる。
2. いろはにODORYANSE-2025-
作詞：みきちゅ
作曲・編曲：Yoma
2024年8月17日にデジタルリリースされたEP『FAMIEN'24 e.p.』収録曲でありファミえん2024テーマソングである「いろはにODORYANSE」について、星名美怜脱退後の9人体制での再録曲となる。

### 初回生産ユニット盤0305盤
1. SCHOOL DAYS
2. いろはにODORYANSE-2025-
3. 明日
作詞：黒沢薫
作曲：黒沢薫・細井涼介
編曲：細井涼介

### 初回生産ユニット盤1112盤
1. SCHOOL DAYS
2. いろはにODORYANSE-2025-
3. 君のそーゆーとこ
作詞：柿沼雅美
作曲・編曲：木村孝明

### 初回生産ユニット盤131415盤
1. SCHOOL DAYS
2. いろはにODORYANSE-2025-
3. 王様の耳はパンの耳
作詞・作曲・編曲：MHRJ

### 初回生産ユニット盤1617盤
1. SCHOOL DAYS
2. いろはにODORYANSE-2025-
3. すたーてぃん
作詞：柿沼雅美
作曲：湯原聡史・水島康貴
編曲：湯原聡史

## ミュージック・ビデオ
2025年2月14日正午にYouTubeにて「SCHOOL DAYS」のミュージック・ビデオが公開された。監督はバンドCLAN QUEEN のベーシストであり、映像クリエイターでもあるマイが務めている。マイによると、私立恵比寿中学のメンバー個々人が今現在抱いてる想いを「祈り」として昇華し、私立恵比寿中学として一つになっていく姿を描いているという。
ミュージック・ビデオは初回生産ユニット盤各形態に付属しているBDに収録されている。

## 販売形態
| リリース日    | 形態                                       | 形態   | 規格品番        | 収録内容 |
| ------------- | ------------------------------------------ | ------ | --------------- | --- |
| 2025年2月24日 | 「SCHOOL DAYS」                            | 配信   | SEXX02780B00Z   | 1. SCHOOL DAYS |
| 2025年3月19日 | 『SCHOOL DAYS』 通常盤                     | CD     | SECL-3189       | - CD 1. SCHOOL DAYS 2. いろはにODORYANSE-2025- |
| 2025年3月19日 | 『SCHOOL DAYS』 初回生産ユニット盤0305盤   | CD＋BD | SECL-3181〜3182 | - CD 1. SCHOOL DAYS 2. いろはにODORYANSE-2025- 3. 明日 - BD（各ユニット盤共通） 1. SCHOOL DAYS -Music Video – 2. Behind the Scenes of Music Video 3. Behind the Scenes of Recording               |
| 2025年3月19日 | 『SCHOOL DAYS』 初回生産ユニット盤1112盤   | CD＋BD | SECL-3183〜3184 | - CD 1. SCHOOL DAYS 2. いろはにODORYANSE-2025- 3. 君のそーゆーとこ - BD（各ユニット盤共通） 1. SCHOOL DAYS -Music Video – 2. Behind the Scenes of Music Video 3. Behind the Scenes of Recording   |
| 2025年3月19日 | 『SCHOOL DAYS』 初回生産ユニット盤131415盤 | CD＋BD | SECL-3185〜3186 | - CD 1. SCHOOL DAYS 2. いろはにODORYANSE-2025- 3. 王様の耳はパンの耳 - BD（各ユニット盤共通） 1. SCHOOL DAYS -Music Video – 2. Behind the Scenes of Music Video 3. Behind the Scenes of Recording |
| 2025年3月19日 | 『SCHOOL DAYS』 初回生産ユニット盤1617盤   | CD＋BD | SECL-3187〜3188 | - CD 1. SCHOOL DAYS 2. いろはにODORYANSE-2025- 3. すたーてぃん - BD（各ユニット盤共通） 1. SCHOOL DAYS -Music Video – 2. Behind the Scenes of Music Video 3. Behind the Scenes of Recording       |
| 2025年3月19日 | 『SCHOOL DAYS （Special Edition）』        | 配信   | SEXX02788B00Z   | 1. SCHOOL DAYS 2. いろはにODORYANSE-2025- 3. 明日 4. 君のそーゆーとこ 5. 王様の耳はパンの耳 6. すたーてぃん                                                                                       |

通常盤及び各種初回生産ユニット盤について、初回仕様のみトレーディングカード封入（メンバーソロ9種類＋集合レアのうち1種ランダム）。